# Rahul Verma
 (octobre 2024).
La mise en forme du texte ne suit pas les recommandations de Wikipédia : il faut le « wikifier ».
Les points d'amélioration suivants sont les cas les plus fréquents. Le détail des points à revoir est peut-être précisé sur la page de discussion.
- Les titres sont pré-formatés par le logiciel. Ils ne sont ni en capitales, ni en gras.
- Le texte ne doit pas être écrit en capitales (les noms de famille non plus), ni en gras, ni en italique, ni en « petit »…
- Le gras n'est utilisé que pour surligner le titre de l'article dans l'introduction, une seule fois.
- L'italique est rarement utilisé : mots en langue étrangère, titres d'œuvres, noms de bateaux, etc.
- Les citations ne sont pas en italique mais en corps de texte normal. Elles sont entourées par des guillemets français : « et ».
- Les listes à puces sont à éviter, des paragraphes rédigés étant largement préférés. Les tableaux sont à réserver à la présentation de données structurées (résultats, etc.).
- Les appels de note de bas de page (petits chiffres en exposant, introduits par l'outil «  Source ») sont à placer entre la fin de phrase et le point final[comme ça].
- Les liens internes (vers d'autres articles de Wikipédia) sont à choisir avec parcimonie. Créez des liens vers des articles approfondissant le sujet. Les termes génériques sans rapport avec le sujet sont à éviter, ainsi que les répétitions de liens vers un même terme.
- Les liens externes sont à placer uniquement dans une section « Liens externes », à la fin de l'article. Ces liens sont à choisir avec parcimonie suivant les règles définies. Si un lien sert de source à l'article, son insertion dans le texte est à faire par les notes de bas de page.
- La présentation des références doit suivre les conventions bibliographiques. Il est recommandé d'utiliser les modèles {{Ouvrage}}, {{Chapitre}}, {{Article}}, {{Lien web}} et/ou {{Bibliographie}}. Le mode d'édition visuel peut mettre en forme automatiquement les références.
- Insérer une infobox (cadre d'informations à droite) n'est pas obligatoire pour parachever la mise en page.

Pour une aide détaillée, merci de consulter Aide:Wikification.
Si vous pensez que ces points ont été résolus, vous pouvez retirer ce bandeau et améliorer la mise en forme d'un autre article.
 (octobre 2024).
 (octobre 2024).
Pour les articles homonymes, voir Verma.
Rahul Verma
Rahul Verma est un humanitaire indien, un travailleur spirituel[Quoi ?] et un disciple dévoué de Neem Karoli Baba . Il est le fondateur de la Fondation Uday, une organisation à but non lucratif qui porte le nom de son fils, né avec de multiples malformations congénitales. Le New York Times l'a décrit comme un « homme qui lutte contre la malbouffe alors que le diabète progresse en Inde », et son histoire a été publiée en première page,.
Rahul s’est tourné vers les pratiques spirituelles à la recherche de la paix intérieure. En 2013, alors qu'il méditait à Rishikesh, il a rencontré les enseignements de Neem Karoli Baba, qui ont profondément résonné en lui. Inspiré par cette connexion divine, Rahul a adopté la méditation régulière, ce qui a conduit à des transformations importantes dans sa vie, notamment l'amélioration de la santé de son fils, Arjunuday.
Alors que sa dévotion à Neem Karoli Baba s’approfondit, Rahul a créé le Centre de Méditation Divine NKB à Delhi en 2024, suivant une expérience spirituelle transformatrice. Rahul consacre maintenant sa vie à ces enseignements, en mettant l’accent sur la méditation, le service et la promotion de l’amour et du changement positif.

## Fondation Uday
La Fondation Uday est une organisation à but non lucratif basée à New Delhi, en Inde. La fondation travaille sur la santé, le soutien et la dignité des sans-abri, ainsi que sur les secours en cas de catastrophe,. La fondation soutient les sans-abri en leur fournissant une aide en nature, notamment des vêtements, des couvertures, des rations sèches et des kits de dignité,,.
La fondation a reçu le prix NGO Leadership & Excellence Awards 2015 décerné par ABP News.

## Fondation de Méditation Divine NKB
En 2024, Rahul Verma, un disciple dévoué de Neem Karoli Baba, a fondé la Divine Méditation NKB, offrant des séances de méditation guidées gratuites basées sur les enseignements de Neem Karoli Baba pour aider les gens à se connecter à leur paix intérieure et à leur bien-être holistique. Ce centre est un sanctuaire pour les chercheurs spirituels, guidé par les enseignements de Neem Karoli Baba, vénéré comme l'incarnation du Seigneur Hanuman